# Leviathan (deutsche Band)
Leviathan ist eine Metal-Band aus Bonn. Musikalisch wird die Band dem progressiven bzw. symphonischen Melodic-Death-Metal zugeordnet.

## Geschichte
Gegründet wurde die Band in einem Zeitraum zwischen 2005 und 2007, in dieser Zeit suchte Jonas Reisenauer (Gesang, Gitarre) Musiker für die Gründung eines neuen Bandprojekts. Die erst stabile Besetzung bildete sich Mitte 2007 aus Jonas Reisenauer, Tobias Parke (Schlagzeug), Tom Heinz (E-Bass), Tobias Dahs (Gitarre) und Paul Schröder (Gitarre). Nachdem die Band zu Anfang ihre eigenen musikalischen Vorbilder wie Children of Bodom oder In Flames coverte, begannen sie Ende 2007 mit den Arbeiten an eigenem Material. Nach langer Suche fand man außerdem Ende 2008 in Fabian Gocht einen geeigneten Keyboarder, der von nun an die Besetzung komplettierte.
Anfang 2009 absolvierte man den ersten Live-Auftritt im Rahmen des Band-Contests Toys2Masters, bei dem die Band abschließend im November 2009 den vierten Platz belegte. Zu Beginn des Jahres 2010 folgte dann der erste und bisher einzige Besetzungswechsel. Paul Schröder verlagerte seinen Wohnsitz großteils nach Österreich und musste die Band daher verlassen, jedoch wurde er nicht ersetzt, sondern die Band machte mit zwei Gitarristen weiter. Im März 2010 begaben sich die fünf Bonner ins Big Easy Studio in Hennef, um dort ihre erste CD zu produzieren. Das Ergebnis war die vier Lieder umfassende EP From the Desolate Inside, die im Mai 2010 im Eigenvertrieb veröffentlicht wurde.
Nach weiteren Konzerten im Westen Deutschlands, einem Auftritt auf dem Summer Breeze 2010 und guten Rezensionen in deutschen Metal Magazinen, From the Desolate Inside wurde z. B. zur Demo des Monats im deutschen Magazin Metal Hammer gekürt, wurde Ende des Jahres das deutsche Label Bret Hard Records und der Twilight Vertrieb auf Leviathan aufmerksam. Anfang März 2011 unterschrieb die Band schließlich bei Bret Hard Records / Twilight Vertrieb und noch im gleichen Monat kehrten sie ins Big Easy Studio zurück um die Arbeiten am Debüt-Album aufzunehmen. Das Debütalbum Beyond the Gates of Imagination Pt.1 wurde am 16. September 2011 weltweit veröffentlicht.

## Stil

### Musik
Die Band würde sich, nach eigener Aussage, bevorzugt keinem spezifischen Genre zuordnen lassen, da sie Genre-Kategorien auf Grund der vielen musikalischen Einflüsse für zu einengend hält.
Meist werden sie jedoch dem progressiven bzw. symphonischen Melodic-Death-Metal zugeordnet. Die musikalischen Einflüsse sind dabei sehr vielschichtig und reichen von Progressive Metal, Folk-Metal und Symphonic Black Metal bis hin zu eher metal-untypischen Einflüssen aus Soundtrack Musik oder Jazz. Die Musik zeichnet sich auch durch eine technisch sehr versierte Spielweise aus, die vor allem bei den Gitarren Parallelen zu Musikern wie Yngwie Malmsteen, John Petrucci oder Steve Vai aufweist. Außerdem ist der Stil der Band geprägt durch den Einsatz von Orchester bzw. Orchester-Samples. Diese werden nicht, wie oft im Metal üblich, nur für Intros benutzt, sondern agieren meist in Einklang mit den übrigen Instrumenten der Band.

### Texte
Auf ihren bisherigen regulären Veröffentlichungen (From the Desolate Inside und Beyond the Gates of Imagination Pt.1) realisierte die Band jeweils textliche Konzepte bzw. Konzeptalben. Die Texte sind dabei in Englisch verfasst, oftmals sogar in altertümlichem Englisch.
Die vier Lieder des Debüts From the Desolate Inside beschäftigen sich alle thematisch mit persönlichen Problemen. So werden die Suche nach dem Lebenssinn (Last Laugh at My Existence), persönliche Zweifel (When Only Despair Remains) oder auch der Kampf gegen Bevormundung (Towards the Storm) thematisiert.
Das Debüt-Album Beyond the Gates of Imagination Pt.1 weist dagegen deutliche sozialkritische Bezüge auf. Auf dem Konzeptalbum geht die Band in drei Akten auf die Themen "Was tun wir?" (Conduct), "Was sind wir?" (Essence) und "Wonach streben wir?" (Ambition) ein, wobei "wir" sich in diesem Falle auf die Menschheit in ihrer Gesamtheit bezieht. Ein Großteil der Lieder steht in direktem Bezug zu reellen Ereignissen, so thematisiert beispielsweise Beneath A Blackened Sky die Ölpest im Golf von Mexiko im Jahr 2010 oder Where Light And Death Unite den Krieg aus der Sicht eines Soldaten, der gezwungen ist für die Ziele seiner Obrigkeit zu kämpfen. Andere Titel beschäftigen sich mit eher philosophischen Motiven und Themen. So verfolgt Servants of the Nonexistent kritisch die Entwicklung der Religion von ihren Anfängen bis in die Neuzeit, während sich der Text von Sway of the Stars mit dem Thema Megalomanie auseinandersetzt.

## Diskografie
- 2010: From the Desolate Inside (EP)
- 2011: Beneath a Blackened Sky (EP)
- 2011: Beyond the Gates of Imagination Pt.1 (Album)
- 2013: The Crescent Moon (EP)